# Feliu Gasull
Feliu Gasull i Altisent (Barcelona, 25 de marzo de 1959) es un guitarrista y compositor español.

## Trayectoria artística
Feliu Gasull estudió en el Conservatorio de Ginebra y en la Universidad de Indiana. Ha colaborado asiduamente con la Orquestra de Cambra del Teatre Lliure. Musicalmente, ha colaborado con artistas como Joan Albert Amargós, Paco de Lucía, Maria del Mar Bonet, Toti Soler, Ovidi Montllor, Ester Formosa, Jaume Sisa, José Antonio Labordeta, Sílvia Pérez Cruz, entre otros. Como compositor, ha escrito obras para guitarra, para formaciones de cámara, para voz y orquesta. Feliu Gasull es autor de las obras corales La casa entre les flors (2002) y La tonalitat de l'infinit (2005); ambos con textos del poeta Enric Casasses.
En 1991 recibió el Premio Ciutat de Barcelona. En 2013, el compositor estrena "Tonades", suite sobre canciones campesinas catalanas y valencianas, contando con la voz protagonista de Sílvia Pérez Cruz, el 10 de mayo de 2015 la interpretarán en concierto único con la GiOrquestra (Orquestra Simfònica de Girona) en el Auditorio de Gerona. En junio de 2023 vuelven a interpretar en directo este repertorio (Tonades, Quatre Cançons per a veu i orquestra, Fantasia sobre Canticel de Eduard Toldrà, Tres quarts) junto a la Orquesta Sinfónica del Gran Teatro del Liceo en tres conciertos en Lérida, Manresa y San Cugat del Vallés. Posteriormente, el 29 de marzo de 2025 en concierto en el Auditorio de Barcelona y junto a la OBC, estrenó Domini màgic, obra de Feliu Gasull sobre dos poemas tradicionales, y otros dos pertenecientes a Joan Vinyoli y a Enric Casasses -encargado además de leer los textos– con el nexo común literario en torno a la naturaleza, en la voz de Sílvia Perez Cruz. También en 2025 publica el disco El país dels crancs, un disco con dos CD con obras que cruzan tradición popular, poesía y experimentación sonora y que reúne también a Pérez Cruz, Pau Figueres, Josep Pons y la Orquestra del Gran Teatre del Liceu.

## Discografía[10]
- Feliu i Joan Albert (Edigsa, 1977 - Pdi, 2004)
- Xaloc (Taxi Records, 1990)
- Tacarigua (Nova Era, 1992)
- Punta Turment (Nova Era, 1997), con Feliu Gasull (guitarra), Joan Albert Amargós (piano, piano Fender, clarinete), Pere Bardagí (violín), Jaume Cortadellas (flauta y piccolo, flauta en sol), Paco de Lucía (guitarra), Javier Mas (archilaúd, bandúrria)[11]
- Tírius (Coral Antiga, 1998)
- La tonalitat de l'infinit (Consorci de l'Auditori, 2000) con letra del poeta Enric Casasses
- Pic del Migdia (La Mà de Guido, 2004)
- L'Ull (La Mà de Guido, 2007)
- Cap de fibló (2017)[12]
- Pit roig (Segell Microscopi, 2022)
- El país dels crancs (2025)